# Lövestad
Lövestad è un'area urbana della Svezia situata nel comune di Sjöbo, contea di Scania.
La popolazione rilevata nel censimento 2010 era di 643 abitanti .